# Бірк Рууд
Бірк Рууд (2 квітня 2000 , Берум ) — норвезький фристайліст, олімпійський чемпіон 2022 року.

## Олімпійські ігри
| Рік  | Місто        | Слоупстайл | Біг-ейр |
| ---- | ------------ | ---------- | ------- |
| 2022 | Пекін, Китай | 5          | 1       |

## Чемпіонат світу
| Рік  | Місто                  | Слоупстайл | Хафпайп | Біг-ейр |
| ---- | ---------------------- | ---------- | ------- | ------- |
| 2017 | Сьєрра-Невада, Іспанія | 15         | —       | —       |
| 2019 | Парк-Сіті, США         | 2          | 5       | 12      |
| 2021 | Аспен, США             | 7          | 14      | 12      |
| 2023 | Бакуріані, Грузія      | 1          |         | 3       |
| 2025 | Енгадін, Швейцарія     | 1          |         |         |

## Кубок світу
| Сезон   | Дата              | Місце проведення       | Дисципліна | Місце |
| ------- | ----------------- | ---------------------- | ---------- | ----- |
| 2016–17 | 24 березня 2017   | Восс, Норвегія         | біг-ейр    | 2     |
| 2016–17 | 25 березня 2017   | Восс, Норвегія         | біг-ейр    | 1     |
| 2018–19 | 4 листопада 2018  | Модена, Італія         | біг-ейр    | 1     |
| 2019–20 | 3 листопада 2019  | Модена, Італія         | біг-ейр    | 2     |
| 2019–20 | 14 грудня 2019    | Пекін, Китай           | біг-ейр    | 1     |
| 2019–20 | 18 січня 2020     | Сейсер Альм, Італія    | слоупстайл | 1     |
| 2019–20 | 29 лютого 2020    | Дештне, Чехія          | біг-ейр    | 2     |
| 2020–21 | 8 січня 2021      | Крайшберг, Австрія     | біг-ейр    | 1     |
| 2021–22 | 22 жовтня 2021    | Кур, Швейцарія         | біг-ейр    | 3     |
| 2021–22 | 20 листопада 2021 | Штубайталь, Австрія    | слоупстайл | 1     |
| 2021–22 | 12 березня 2022   | Тінь, Франція          | слоупстайл | 1     |
| 2021–22 | 26 березня 2022   | Сільваплана, Швейцарія | слоупстайл | 1     |
| 2022–23 | 21 жовтня 2022    | Кур, Швейцарія         | біг-ейр    | 1     |
| 2022–23 | 19 листопада 2022 | Штубайталь, Австрія    | слоупстайл | 1     |
| 2022–23 | 16 грудня 2022    | Гора Куппера, США      | біг-ейр    | 1     |
| 2022–23 | 22 січня 2023     | Лаакс, Швейцарія       | слоупстайл | 3     |
| 2022–23 | 4 лютого 2023     | Момантова гора, США    | слоупстайл | 1     |

Оновлення 19 лютого 2023.